# یادبود جمهوریت

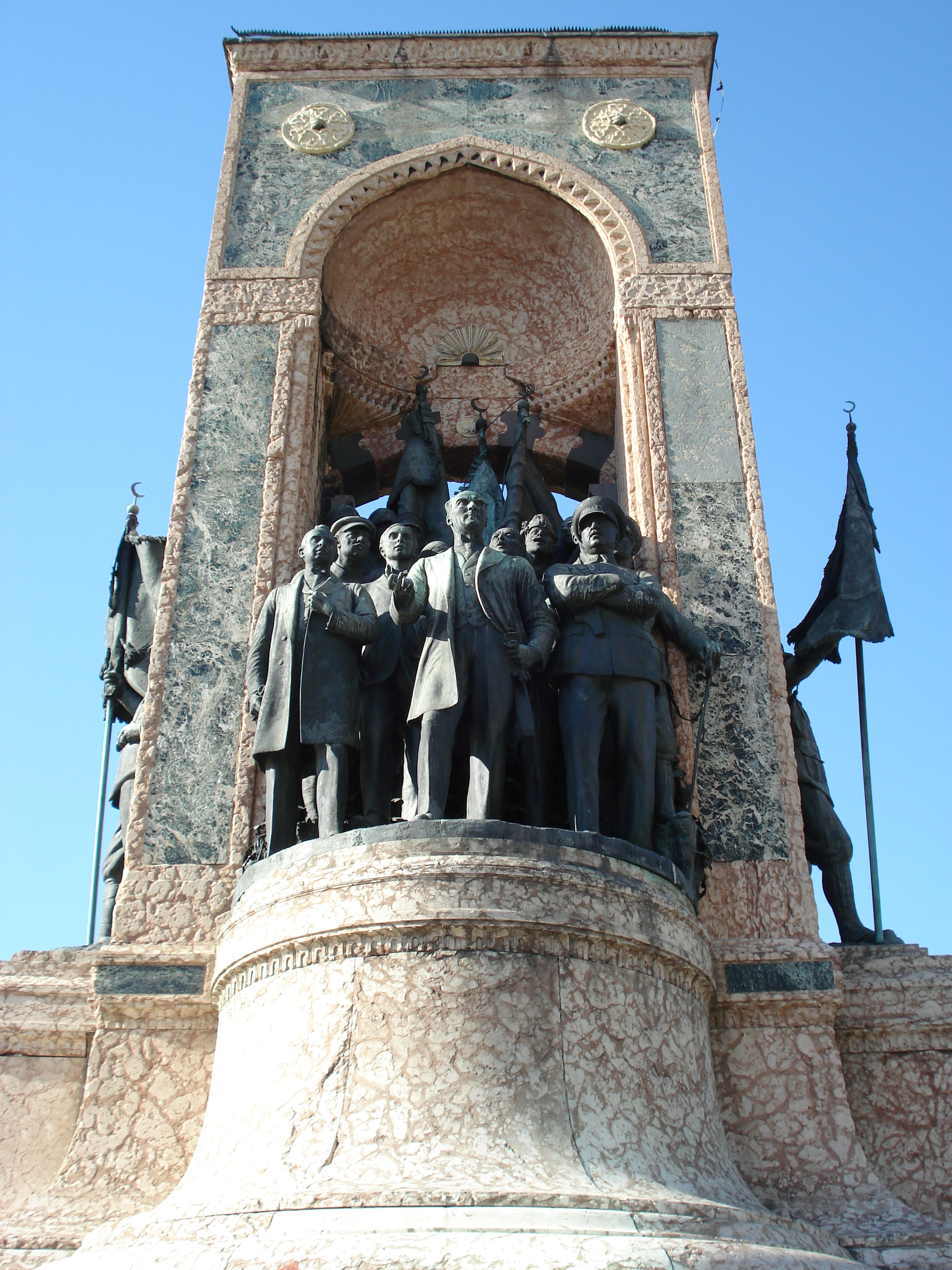
یادمان جمهوریت در میدان تقسیم استانبول

یادبود جمهوریت، یادمانی است برای پیدایش جمهوری ترکیه در سال ۱۹۲۳ که به دنبال جنگ استقلال به دست آمد. این یادمان به دست پیکرتراش نامدار ایتالیایی، پیئترو کانونیکا ساخته شده و در سال ۱۹۲۸ رونمایی شد. این بنا در میدان تقسیم استانبول جای گرفته است. 

## شایعه تندیس رضاشاه در این یادمان
در وبلاگ‌ها و شبکه‌های اجتماعی پارسی‌زبان، شایعه‌ای فراگیر شده مبنی بر این که تندیس رضاشاه نیز در این بنای یادبود قرار گرفته است. در حالی که ساخت این یادمان در سال ۱۹۲۸ به پایان رسیده است، حال آنکه رضا شاه در خرداد ۱۳۱۳ برابر با ژوئن ۱۹۳۴ میلادی از ترکیه دیدار می‌کند که شش سال پس از رونمایی از این یادمان است. (گذشته از این که آغاز ساخت یادمان در سال ۱۹۲۵ بوده است که همانا نزدیک به ۹ سال پیش از سفر رضا شاه به ترکیه ساخت بنا آغاز شده است).
در نمای جلوی این یادمان، مصطفی کمال پاشا که در لباس فرم نظامی و در میان سربازان خود در روزهای جنگ جای گرفته است دیده می‌شود و در نمای پشت آن، آتاترک با لباس شخصی در کنار عصمت اینونو و فوضی پاشا نخست وزیر و وزیر دفاع جمهوری ترکیه و همراهان نزدیک وی و در میان سربازان و مردم دیده می شود.
در این یادمان هیچگاه نامی از رضا شاه برده نشده است.